# Río Harrison
El río Harrison es un afluente corto pero caudaloso del río Fraser, que entra en él cerca de la comunidad de Chehalis, en la Columbia Británica (Canadá). El Harrison drena el lago Harrison y es la continuación de facto del río Lillooet, que alimenta el lago.
El Harrison es navegable, aunque en la época de la fiebre del oro del Cañón del Fraser fue necesario dragar los bancos de arena de la confluencia con el Fraser, que se conocían como "los Riffles", y también como "las cataratas del Harrison". El dragado de estos bajíos era necesario para hacer navegable el río hasta el lago Harrison, en cuyo extremo norte se estableció la localidad de Port Douglas como puerto para la carretera de Douglas a Lillooet, en el cañón superior del Fraser, con el fin de evitar el territorio hostil en el cañón inferior. También hay pequeños rápidos y aguas difíciles en el primer tramo del río, aguas abajo del lago Harrison, que es un cañón boscoso.
Por debajo de la confluencia con el río Chehalis, en el puente entre Chehalis y el municipio de Kent, el río se ensancha en un amplio remanso, la bahía de Harrison, y desde allí se une al Fraser. Además del mencionado puente (autopista 7), el Harrison también es atravesado por la línea principal del ferrocarril Canadian Pacific en el lugar de la antigua localidad de Harrison Mills y la oficina de correos y el almacén patrimonial conservados como Parque Provincial Kilby.

## Historia Natural
Los ríos Harrison y Lillooet albergan varias especies de peces, las más importantes de las cuales son el salmón chinook (Oncorhynchus tshawytscha), el salmón rojo (Oncorhynchus nerka), el salmón coho (Oncorhynchus kisutch), el salmón chum (Oncorhynchus keta), el salmón rosado (Oncorhynchus gorbuscha), trucha arco iris (Oncorhynchus mykiss), trucha degollada costera (Oncorhynchus clarki clarki), chupón de gran tamaño (Catostomus macrocheilus) y llorón rojo (Richardsonius balteatus).

## Caudal
Hay varios medidores de caudal que miden los niveles de agua y el caudal a lo largo del río Harrison y el lago Harrison. El manómetro que mide el caudal más abajo del río se encuentra en Harrison Hot Springs, justo debajo del lago Harrison. El caudal medio anual del río, según este medidor que funciona desde hace tiempo, es de 442 metros cúbicos por segundo. Sin embargo, el río Chehalis se une al Harrison por debajo de este medidor, cerca de Harrison Mills. Según un medidor del río Chehalis cerca de Harrison Mills, el caudal medio anual de este río es de 39,1 metros cúbicos por segundo. Por tanto, el caudal medio anual del río Harrison en su desembocadura en el río Fraser es de al menos 481,1 metros cúbicos por segundo.